# Alexandre (football, 1973)
Pour les articles homonymes, voir Alexandre.
José Alexandre Alves Lindo, plus communément appelé Alexandre est un footballeur brésilien né le 15 août 1973 à Santo André (São Paulo).